# Musée de l'érotisme (New York)
Le musée du sexe (en anglais, Museum of Sex, ou mosex) de New York fut le premier musée de l'érotisme à ouvrir aux États-Unis, en 2002. Il fut suivi par un autre musée à Hollywood. Ce musée abrite de nombreuses peintures et lithographies, et accueille de nombreuses expositions temporaires.
La mission officielle du musée du sexe doit « préserver et présenter l'histoire, l'évolution et la signification culturelle de la sexualité humaine. »